# Municipio de Emerson (condado de Harlan)
El municipio de Emerson (en inglés: Emerson Township) es un municipio ubicado en el condado de Harlan en el estado estadounidense de Nebraska. En el año 2010 tenía una población de 277 habitantes y una densidad poblacional de 2,97 personas por km².

## Geografía
El municipio de Emerson se encuentra ubicado en las coordenadas 40°13′5″N 99°34′31″O / 40.21806, -99.57528. Según la Oficina del Censo de los Estados Unidos, el municipio tiene una superficie total de 93.38 km², de la cual 93,33 km² corresponden a tierra firme y (0,06 %) 0,05 km² es agua.

## Demografía
Según el censo de 2010, había 277 personas residiendo en el municipio de Emerson. La densidad de población era de 2,97 hab./km². De los 277 habitantes, el municipio de Emerson estaba compuesto por el 96,75 % blancos, el 2,89 % eran amerindios, el 0,36 % eran asiáticos. Del total de la población el 2,17 % eran hispanos o latinos de cualquier raza.